# Eriosema albo-griseum
Eriosema albo-griseum är en ärtväxtart som beskrevs av Baker f. Eriosema albo-griseum ingår i släktet Eriosema och familjen ärtväxter.

## Underarter
Arten delas in i följande underarter:
- E. a. albo-griseum
- E. a. huillense